# Vilar Barroco
Vilar Barroco é uma povoação portuguesa do Município de Oleiros que foi sede da extinta Freguesia de Vilar Barroco, freguesia que tinha 23,54 km² de área e 114 habitantes (2016).
A Freguesia de Vilar Barroco foi extinta (agregada) pela reorganização administrativa de 2013, tendo o seu território sido agregado ao da Freguesia de Estreito para criar a Freguesia de Estreito-Vilar Barroco.

## Caracterização
Era constituída pelas povoações de Vilar Barroco (sede), Vilarinho, Póvoa de Cambas, Póvoa da Ribeira e Malhadancha e pelos lugares de Aziral, Moledo, Malhadégua e Borralhal. Todas elas, aldeias ou lugares com pouca população e em vias de desertificação.

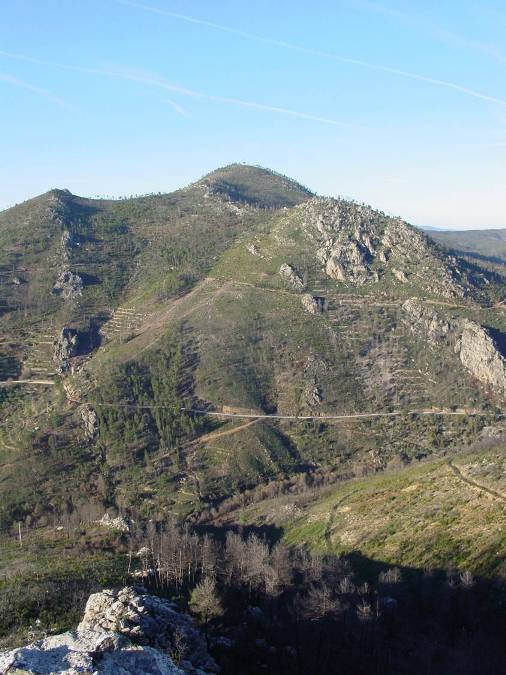
Aspecto da Serra do Moradal, com vale da ribeira entre Vilar Barroco e Póvoa da Ribeira.

Extremamente isolada, esta freguesia é uma das mais distantes da sede de Município, e não possui comércio nem indústria de vulto. É a freguesia com menos habitantes de um Município já de si pouco populoso.
A freguesia encontra-se profundamente marcada pelo percurso da ribeira da Malhadancha, que desagua no rio Zêzere junto a Cambas. E também pela Serra do Moradal e os seus afloramentos rochosos, pois nela se encontra o seu ponto mais alto.
Quer na serra no sopé da qual se encontram a maioria das aldeias, quer no vale da dita ribeira, existem lugares praticamente inexplorados e de extraordinária beleza, com quedas de água, poços gravados na rocha e uma paisagem deslumbrante, nalguns locais em estado quase selvagem.
Destaque para o troço de ribeira entre a Póvoa da Ribeira e a sede de freguesia, num vale a pique, com elevações rochosas de ambos os lados e acima da qual se situa um miradouro.
Ao longo do curso de água, abundam restos de antigas levadas escavadas na rocha ou na encosta, antigos açudes e represas, antigos moinhos de água e paredes já quase sumidas pela vegetação. Entre as espécies piscícolas contam-se a truta, a boga e o bordalo.
Ao nível de animais terrestres, destaque para raposas, texugos, coelhos e javalis e ao nível de aves destaque para a perdiz e o melro peixeiro, entre as menos vulgares.

## História
Nada se sabe sobre os princípios do povoamento do território desta freguesia, sabe-se apenas que enquanto freguesia foi criada a partir da de S. João de Cambas. Era este território o de Guidintesta, que D. Afonso Henriques doou aos Hospitalários, aos quais se pode atribuir o início da povoação.
Em 5 de Julho de 1199, num documento de doação de D. Sancho I, na altura de passagem pela Covilhã, dá-se notícia da doação de uma herdade por troca com as Igrejas de Mogadouro e Penas Roias. Nesse documento, Cambas, Oleiros, a Serra do Muradal (cujo ponto mais alto se situa na freguesia de Vilar Barroco) e o rio Zêzere aparecem como limites dessa herdade.

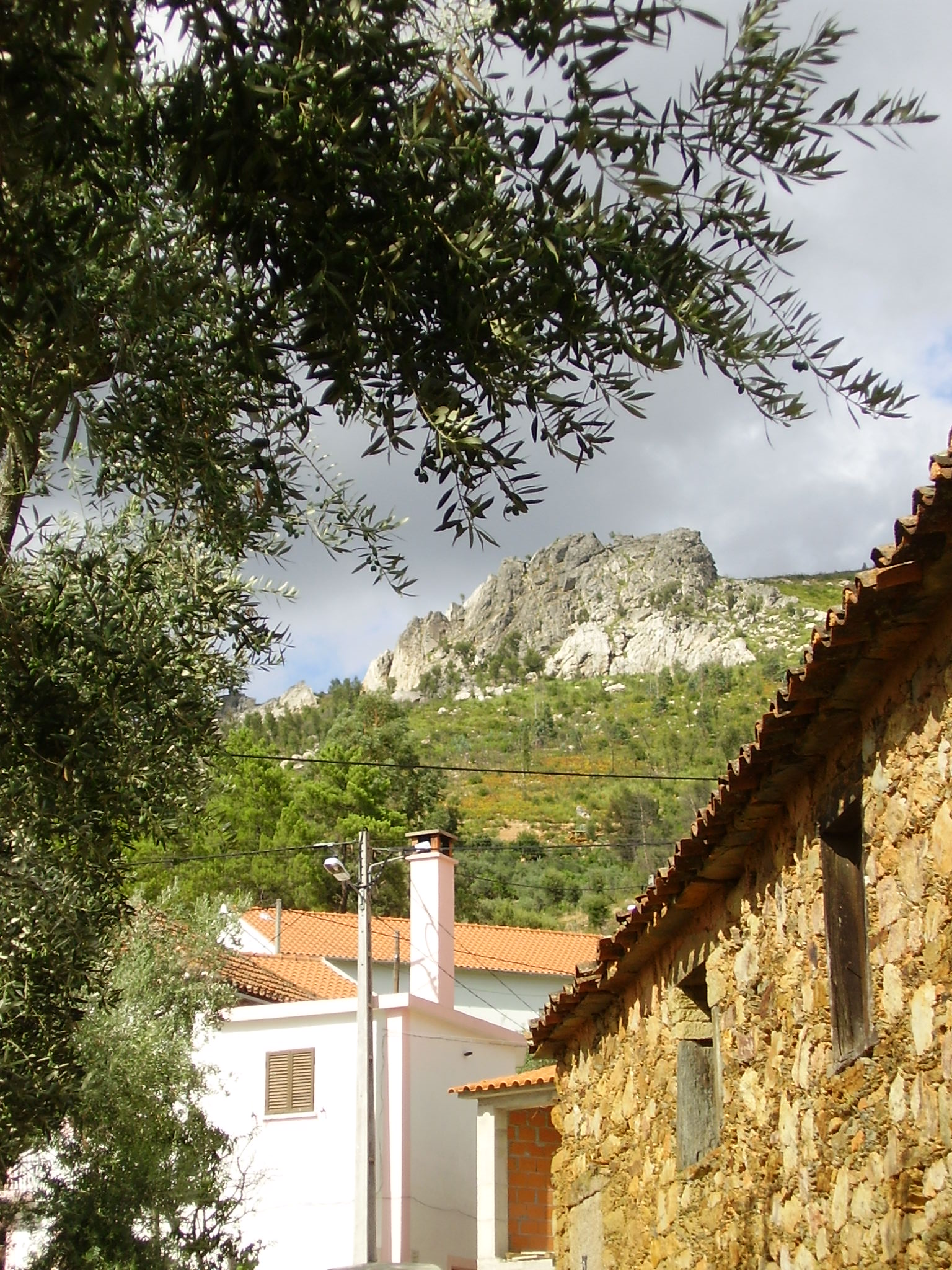
Rua da Igreja, Vilar Barroco, com aspecto da serra do Moradal ao fundo. Pode-se ver uma tradicional casa de xisto.

Sabe-se que Cambas foi sede de um pequeno Priorado do Padroado Real, sendo o Prior nomeado directamente pela Casa Real. Vilar Barroco fazia parte desse antigo Priorado de S. João Baptista de Cambas, assim como muitas outras aldeias vizinhas do rio Zêzere ou dos seus afluentes, hoje inseridas em freguesias nos Municípios de Oleiros (casos da freguesia do Orvalho e algumas localidades hoje na freguesia do Estreito: Roqueiro, Retaxo, Ameixoeira, Vale do Orvalho e Torre), Pampilhosa da Serra e Fundão. O Priorado (e as suas igrejas e povoações, entre as quais Vilar Barroco) pertenceu durante algum tempo à diocese da Guarda.
O Orvalho foi desanexado deste Priorado no século XV, e passou para a dependência da Igreja e do Cura de Janeiro de Baixo. Já os locais mais próximos do Estreito passaram para a dependência religiosa dessa paróquia em finais do século XVIII (Janeiro de 1792, através de uma Bula do Papa Pio VI, "Quoniam Ecclesiasticum"., confirmada por Beneplácito Régio de Janeiro de 1794). De realçar no entanto que, no civil, estas localidades continuaram a pertencer a Cambas, e só foram incorporadas na freguesia do Estreito em 1836, já no séc, XIX portanto.
Já a freguesia de Vilar Barroco, foi (no aspecto civil) desanexada da de Cambas no século XVIII (1726), data da sua criação enquanto freguesia. Por estar ligada desde o início a Cambas e pela sua localização geográfica a norte do concelho de Oleiros, a freguesia de Vilar Barroco (como Orvalho e Cambas) teve várias dependências civis.
Chegou a pertencer, quando ainda dependente de Cambas, ao Termo da Covilhã. Já como freguesia, Vilar Barroco surgiu associado (com Cambas e Orvalho) ao concelho do Fundão, aquando da sua criação no século XVIII, em 1747. Pelo Decreto de 29 de Novembro de 1836, a freguesia de Vilar Barroco aparece (com a de Cambas e Orvalho uma vez mais), incorporada no concelho de Oleiros e três anos depois (em 1839), voltam ao concelho do Fundão. Um ano depois (1840), Vilar Barroco regressa (tal como as outras duas) ao concelho de Oleiros, onde permanecem até 1868. A 14 de Janeiro de 1868 dá-se a extinção do concelho de Oleiros e Vilar Barroco e o Orvalho passam de novo para o concelho do Fundão, sendo Cambas incorporada no concelho de Pampilhosa da Serra. Por fim, a 28 de Dezembro de 1869 (um ano depois), o concelho de Oleiros é restaurado, e o Vilar Barroco regressa à sua dependência, onde se tem mantido até hoje.
A toponímia desta freguesia é um bom documento do medievismo nacional dos seus lugares (e portanto da sua antiguidade), pois todos eles, nas suas designações, revelam um termo arcaico que é um certificado de repovoamento medieval, como em raríssimas partes sucede.

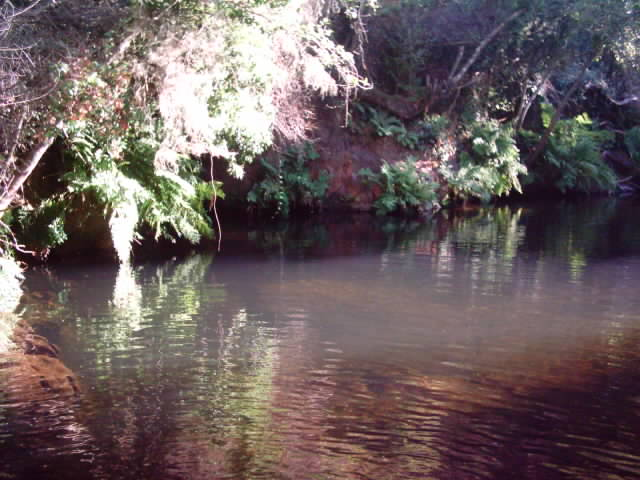
Aspecto da ribeira entre Vilar Barroco e Póvoa da Ribeira (Mosqueiro).

O topónimo Vilar alude precisamente à povoação inicial, um “villar” (povoação) que nada tem com a definição comum de fracção de “villa” agrária, e Barroco é um qualificativo que alude à topografia local. Significa vale estreito e profundo por onde corre geralmente um curso de água. Situada nas faldas da Serra do Muradal, e sendo nesta zona que tem início a ribeira da Malhadancha, que corre num estreito e profundo vale, Vilar Barroco será “a povoação do barroco”. O topónimo principal da freguesia é explicado topograficamente por este trecho do Abade de Miragaia (Pedro Augusto Ferreira): “Vilar Barroco demora na pendente oeste da Serra do Muradal e tomou o nome de uma profunda e estreita garganta que lhe fica a sopé, por onde corre a ribeira da Malhadança”.
Já Vilarinho, parece ter aqui o carácter diminutivo, um pequeno “villar” estabelecido junto daquele, e não propriamente povoação nascida junto de Vilar. Póvoa de Cambas e Póvoa da Ribeira mostram o apelativo medievo “pobra”, que aparece em inúmeros textos de português arcaico, depois mudado a “povoa” e finalmente a “póvoa”, talvez por influências eruditas. Por fim, o topónimo Malhadancha revela o termo arcaico “malhada” com o qualificativo medievo “ancha”.
Pela altura em que a acção hospitalária se fez aqui sentir, era natural a edificação de alguma ermida, como a de S. Pedro, em Vilarinho, de fundação imemorial, embora a sua posterior arquitectura não o revele, ou ainda mesmo a de São Sebastião, depois formalizada em igreja paroquial quando criada a freguesia, no século XVII (mais tarde demolida e edificada uma nova no seu lugar, nos inícios do século XX)

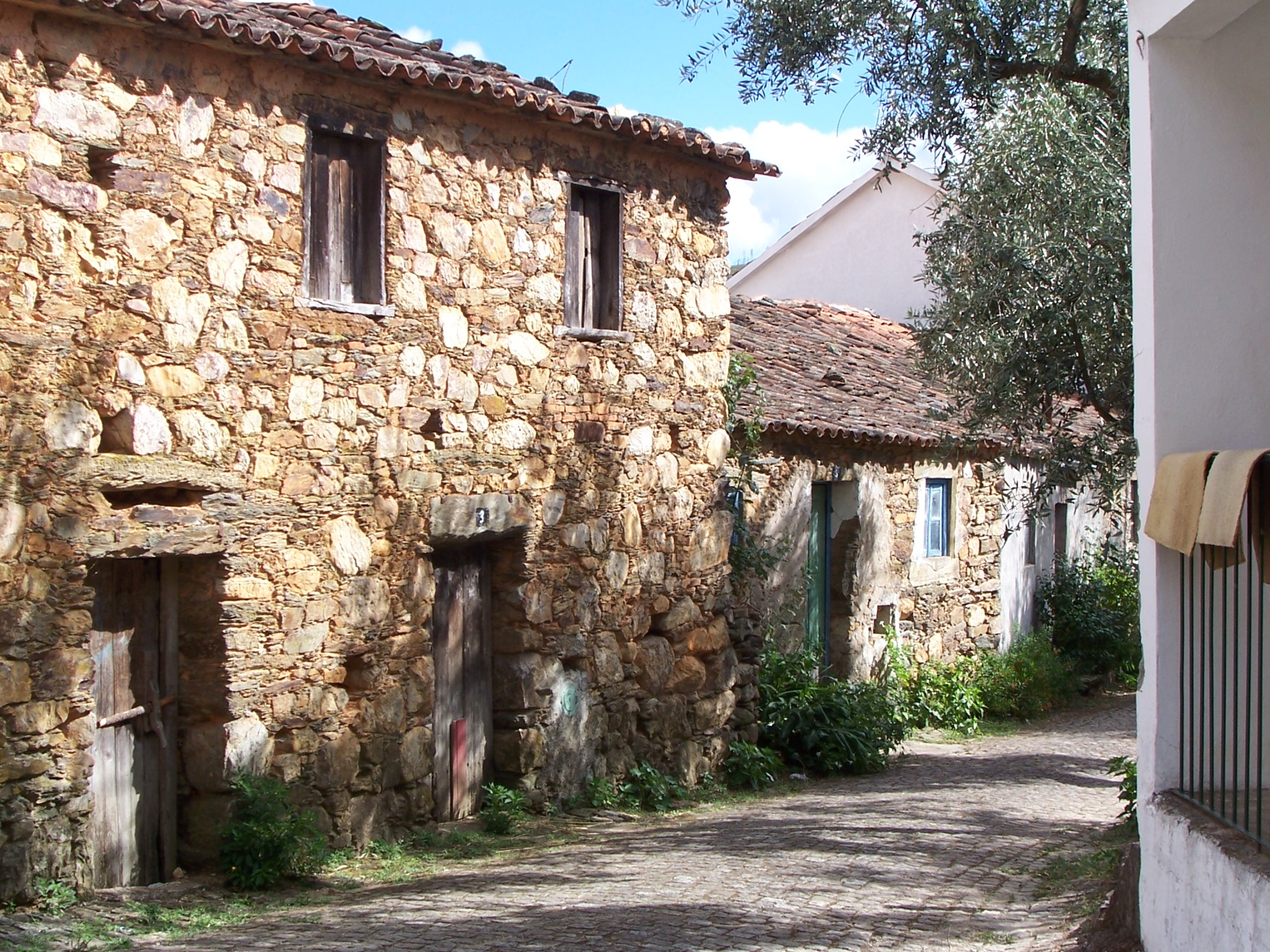
Casas de xisto no largo onde começa a Rua da Igreja (junto ao antigo coreto, ou alpendre).

Estes lugares existiam todos dentro da paróquia de S. João de Cambas, o que explica a razão por que ainda do século XVIII para o XIX (já Vilar Barroco era freguesia autónoma) o prior de Cambas apresentava o cura de Vilar Barroco, o qual, nos meados do século XVIII, tinha 10 mil réis de renda anual, além do pé-de-altar. Enquanto paróquia, Vilar Barroco deve, pois, considerar-se uma filial da de S. João de Cambas.
Além da ermida de S. Pedro, provavelmente medieval (e portanto bastante antiga), pelos finais do século XIX dava-se ainda notícia das capelas do Bom Jesus, em Vilar Barroco, e da de Nossa Senhora da Estrela, em Malhadancha, que consta ter sido fundada pelo prior de Cambas, Pe. Manuel de Almeida, que faleceu em 1734, data em que a freguesia de Vilar Barroco já estava instituída.
Desde então, sendo ainda nos princípios do século XVIII uma pequena freguesia de menos de 40 fogos, a população foi crescendo lentamente, pois, passado século e meio, ainda não havia sequer duplicado; mas no escasso século a partir de 1860 duplicou em fogos e quase triplicou em habitantes. Cerca de 1885, no entanto, a freguesia esteve unida à de Estreito, para fins administrativos. Diz o Abade de Miragaia (Pedro Augusto Ferreira) que, por esta altura, estava considerada a freguesia “menos populosa e menos importante do concelho (atual Município) de Oleiros”, realidade que ainda hoje parcialmente se mantém.

## Património
- Igreja de S. Sebastião (matriz)
- Capela de Nossa Senhora de Fátima
- Ermidas de S. Pedro, do Bom Jesus e de Nossa Senhora da Estrela
- Forno público
- Moinhos de água
- Miradouro de Vilar Barroco
- Praias fluviais (na ribeira de Vilar Barroco e na Póvoa da Ribeira)